# Santa-Reparata-di-Moriani
Santa-Reparata-di-Moriani (en cors Santa Riparata di Moriani) és un municipi francès, situat a la regió de Còrsega, al departament d'Alta Còrsega. L'any 1999 tenia 43 habitants.

## Demografia
| 1962 | 1968 | 1975 | 1982 | 1990 | 1999 |
| ---- | ---- | ---- | ---- | ---- | ---- |
| 117  | 130  | 83   | 51   | 37   | 43   |

## Administració
| Període   | Identitat                 | Partit | Qualitat |  |
| --------- | ------------------------- | ------ | -------- |  |
| 2001-2008 | René Dominique Silvagnoli |        |          |  |
| 2008-     | Camille Dominici          |        |          |  |